# Jim Lee
Jim Lee   (Seül, 11 d'agost de 1964) és un autor de còmics sud-coreà nacionalitzat estatunidenc que va ser un dels dibuixants de major influència en el gènere superheroic en la dècada de 1990.

## Biografia
Jim Lee va néixer l'11 d'agost de 1964 a Seül, Corea del Sud. Va créixer a St. Louis, Missouri, on va viure una "infància típica de classe mitjana". Tot i que va rebre un nom coreà en néixer, va triar el nom de Jim quan es va convertir en ciutadà nord-americà naturalitzat a 12 anys. Lee va assistir a l'escola primària River Bend a Chesterfield i més tard a St. Louis Country Day School, on va dibuixar pòsters per a obres escolars. El fet d'haver hagut d’aprendre anglès quan va arribar per primera vegada als Estats Units va donar al jove Lee la sensació de ser un foraster, igual que l’ambient “preppy i de classe alta” del Country Day. Com a resultat, en les rares ocasions en què els seus pares li van comprar còmics, els personatges preferits de Lee eren els X-Men, perquè eren ells mateixos forasters. Lee diu que es va beneficiar com a artista connectant-se amb personatges privats de dret, com Spider-Man, o que van néixer d’aquests antecedents, com Superman, que va ser creat per dos jueus de Cleveland per aixecar els ànims durant la depressió. Els seus companys de classe van predir al seu anuari que fundaria la seva pròpia companyia de còmics. Malgrat això, Lee es va resignar a seguir la carrera de medicina del seu pare, a assistir a la Universitat de Princeton per estudiar psicologia, amb la intenció de convertir-se en metge. Encara que es gradua en 1986 deixa la seva carrera de metge i es dedica al dibuix d'historietes. Els seus primers treballs d'importància els realitza per Marvel, concretament en les col·leccions Alpha Flight o Punisher War Journal.

## Carrera en el còmic
Inici de la fama a Marvel Còmics
El 1986, quan es preparava per graduar-se, Lee va fer una classe d’art que va tornar a engrescar el seu amor pel dibuix i el va conduir al seu redescobriment dels còmics en un moment en què es trobaven obres com Frank Miller, The Dark Knight Returns, i Alan Moore i Dave Gibbons. Watchmen va esperonar un renaixement de la indústria del còmic nord-americà. Després d'obtenir el títol de psicologia, va decidir ajornar la sol·licitud a la facultat de medicina i va obtenir la benedicció reticent dels seus pares a dedicar-s'hi un any per tenir èxit, prometent que assistiria a la facultat de medicina si no entrava en el món del còmic a la indústria d'aquell temps. Va enviar mostres a diversos editors, però no tenir èxit. Quan Lee va fer amistat amb els artistes de còmics de la zona de St. Louis, Don Secrease i Rick Burchett, el van convèncer que havia de mostrar la seva cartera als editors en persona, cosa que va fer que Lee assistís a una convenció de còmics de Nova York, on va conèixer l'editor Archie Goodwin. Goodwin va convidar Lee a Marvel Comics, on l'aspirant d'artista va rebre la seva primera tasca de l'editor Carl Potts, qui el va contractar per fer els dibuixos a llapis la sèrie de la llista mitjana Alpha Flight, seguint aquest títol el 1989 a Punisher: War Journal. El treball de Lee a Punisher: War Journal es va inspirar en artistes com Frank Miller, David Ross, Kevin Nowlan i Whilce Portacio, a més del manga japonès.
El 1989, Lee va substituir l'il·lustrador habitual Marc Silvestri a Uncanny X-Men núm.248 i va fer un altre pas com a convidat en els números 256 al 258 com a part de la història d'"Acts of Vengeance", convertint-se finalment en l'artista permanent de la sèrie des del número 267, després de la sortida de Silvestri. Durant la seva etapa a Uncanny, Lee va treballar per primera vegada amb l'entintador Scott Williams, que es convertiria en un col·laborador al llarg del temps. Durant la seva carrera amb el títol, Lee va crear amb l'escriptor d'X-Men Chris Claremont el personatge Gambit.
L’art de Lee van guanyar ràpidament popularitat als ulls dels fans entusiastes, cosa que li va permetre obtenir un major control creatiu de la franquícia. El 1991, Lee va ajudar a llançar una segona sèrie de X-Men anomenada simplement X-Men Volume 2, com a artista i com a coescriptor de Claremont. X-Men vol. 2 núm.1 segueix sent el còmic més venut de tots els temps, amb vendes de més de 8,1 milions d'exemplars i gairebé 7 milions de dòlars, segons una proclamació pública de Guinness World Records al San Diego Comic-Con del 2010. Les xifres de vendes es van generar en part publicant el número amb cinc versions diferents de les cobertes, quatre de les quals mostren diferents personatges del llibre que formaven una sola imatge quan es posaven una al costat de l’altra i una cinquena portada de la imatge combinada, gran quantitat dels quals van ser comprats per detallistes que anticipaven fans i especuladors que comprarien diverses còpies per adquirir una col·lecció completa de les cobertes. Lee va dissenyar nous uniformes de personatges per a la sèrie, inclosos els que portaven Cyclops, Jean Grey, Rogue, Psylocke i Storm. També va crear el vilà Omega Red. L'estil de Lee de representar els X-Men va ser utilitzat més tard per als dissenys del programa de televisió X-Men: The Animated Series. L'actor / comediant Taran Killam, que es va aventurar a escriure còmics amb The Illegitimates, ha citat X-Men No. 1 com el llibre que va inspirar el seu interès pels còmics.
Image Comics i WildStorm, tornen a Marvel
Entitat per la idea de poder exercir més control sobre la seva pròpia obra, el 1992, Lee va acceptar la invitació per unir-se a altres sis artistes que es van separar de Marvel per formar Image Comics, que publicaria els seus títols de propietat del creador. Que Lee va escriure i coescriure, i altres sèries creades per Lee en el mateix univers compartit. Les altres sèries importants dels primers anys de Wildstorm, per a les quals Lee va crear personatges, va tramar o va proporcionar art, incloïen Stormwatch, Deathblow i Gen¹³.
No obstant això, Jim Lee no es mostra conforme amb la política de drets d'autor de Marvel i s'uneix a altres dibuixants que, encapçalats per Todd McFarlane funden la companyia Image Comics, en la qual s'asseguren el total control de les seves creacions. El grup de títols de Lee es va anomenar inicialment Aegis Entertainment abans de batejar-se amb WildStorm Productions, i va publicar el títol inicial de Lee Wildcats, en la qual narra una història de superherois en la qual dues races alienígenes mantenen una guerra secreta a la terra. Arran d'aquesta sèrie sorgeixen sèries en el mateix univers compartit. Creades per altres dibuixants, en les quals Lee col·labora en major o menor mesura. Altres sèries importants dels primers anys de Wildstorm, per a les quals Lee va crear personatges, va escriure el guió o va dibuixar, incloïen Stormwatch, Deathblow i Gen¹³. Finalment Lee se separa d'Image, creant el segell dit Wildstorm.
Després d'això, torna el 1996 juntament amb Rob Liefeld a Marvel, per participar en un reinici de diversos personatges clàssics; el projecte es coneixia com a Heroes Reborn. En el qual s'encarreguen de recrear quatre de les sèries clàssiques de Marvel que, en aquesta època, es trobaven en una mala situació de vendes. Mentre Liefeld va reelaborar Capità Amèrica i The Avengers, Lee s'encarrega del guió de la nova sèrie d'Iron Man i és guionista i dibuixant en la sèrie Els quatre fantàstics als números de l'1 al 6. El projecte és un èxit total i la venda de les sèries incloses en el projecte s'incrementa de manera notable. El projecte té una durada d'un any i després de finalitzar-se, Lee torna a Wildstorm.
En la seva tornada a Wildstorm tracta de donar un enfocament més seriós als còmics que realitzava, amb el que inicia una col·laboració amb el guionista Alan Moore; amb el qual es compromet a publicar la línia America's Best Comics, creada per Moore amb bastant èxit de crítica.
Després ven Wildstorm a DC Comics i passa a encarregar-se en diferents etapes en Batman i Superman. També segueix treballant en els seus WildC.A.T.s. Igualment, col·labora com portadista en les Crisis Infinites i com a creatiu per al projecte de realitzar un MMORPG ambientant en l'univers DC.
El 18 de febrer de 2010, DC Entertainment va convocar a Jim Lee i a Dan DiDio com co-editors de DC Comics.
En 2011, Lee va ser part integral en el llançament de la iniciativa de DC Comics The New 52, el disseny dels nous vestits, més contemporanis d'alguns dels personatges més emblemàtics de l'univers DC, incloent Batman, Superman i Wonder Woman.